# Tim Ho Wan
Tim Ho Wan (chinois traditionnel : 添好運) est un restaurant de dim sum situé à Hong Kong, dans un couloir du métro. Il est particulièrement connu pour avoir été le restaurant étoilé du guide Michelin le moins cher au monde,. Son fondateur, Mak GuiPui, était l'ancien chef de cuisine de l'hôtel de luxe Four Seasons de Hong Kong.
Un plat y coûte en moyenne un peu moins de 20 HKD (soit environ 2,5 USD) en 2014. Outre l'adresse originale dans le quartier de Sham Shui Po, il existe désormais plusieurs succursales à travers la ville ainsi qu'à Manhattan, dans le quartier d'Astor Place.